# 阿德利灣
62°12′S 58°57′W / 62.200°S 58.950°W
阿德利灣（Ardley Cove），是南極洲的海灣，位於南設得蘭群島的喬治王島，處於阿德利島以北，由阿根廷探險隊命名，現時由南極條約體系管理。